# Asher Barash
Asher Barash (אשר ברש) est un écrivain israélien de langue hébraïque et un traducteur. Il naît en Galicie en 1889. Il effectue la  traduction en hébreu de l'ouvrage de Theodor Herzl " Der Judenstaat "  en 1899 et il émigre en 1914 en Palestine, alors sous contrôle ottoman, au titre de l' "alyah" du début du XXe siècle. Il devient alors instituteur, pour ses besoins alimentaires et est écrivain en dehors de ses activités d'enseignant.

## Biographie
Pétri d'optimisme, Asher Barash est un écrivain romantique s'inspirant des composants de la vie juive. Par les écrits qu'il nous laisse, il contribue pour beaucoup à la littérature israélienne.
Asher Barash meurt en Israël en 1952.